# Бизенти
Бизе́нти (итал. Bisenti) — коммуна в Италии, расположена в регионе Абруццо, подчиняется административному центру Терамо.
Население составляет 2209 человек, плотность населения составляет 74 чел./км². Занимает площадь 30 км². Почтовый индекс — 64033. Телефонный код — 0861.
Покровительницей коммуны почитается Пресвятая Богородица (Madonna degli Angeli), празднование 2 августа.
Бизенти — предполагаемое место рождения Понтия Пилата. Здесь показывают руины древнеримской постройки, которая местными жителями считается домом семьи Пилата.